# Enrique Santamarina
Enrique Santamarina (Tandil, 8 de fevereiro de 1870 - Buenos Aires, 18 de abril de 1937) foi  o diretor do Banco de la Nación Argentina e vice-presidente de Argentina no governo do general Uriburu, depois do golpe em 6 de setembro de 1930, mas renunciou em 20 de outubro desse mesmo ano por doença. Foi um grande propulsor de Monte Grande, onde foi o primeiro comisionado municipal e uma figura importantíssima na criação do partido de Esteban Echeverría em 1913, quando cedeu os terrenos onde se fundou o Clube Social. Atualmente recordam-no neste povo uma praça, uma avenida e um monumento, que contou com a colaboração de Santamarina e Filhos, já que a empresa formou uma comissão para arrecadar os fundos necessários para a construção.